# Adam Dietrich (Botaniker)
Adam Dietrich (* 4. November 1711 in Ziegenhain; † 11. Juli 1782 ebenda) war ein deutscher Botaniker.

## Leben und Wirken
Dietrich war Landwirt. Er wurde wahrscheinlich von seinem Schwiegervater in der Kräuterkunde unterwiesen. Autodidaktisch erarbeitete er sich ein reichhaltiges botanisches Wissen. 1742 lernte er den Botaniker Albrecht von Haller persönlich kennen und arbeitete an den Vorstudien der neuen Herausgabe von Heinrich Bernhard Rupps Flora Jenensis mit.
Der Botaniker Carl von Linné begann mit Dietrich einen wissenschaftlichen Austausch, in dessen Folge auch andere Gelehrte die Verbindung mit ihm suchten. In den wichtigsten zeitgenössischen botanischen Fachschriften wird wiederholt auf seine umfangreichen botanischen Kenntnisse hingewiesen.
Dietrich war der Großvater des Botanikers und Gartengestalters Johann Christian Gottlieb Dietrich.